# Мировая металлургическая ассоциация
Всемирная ассоциация стали (Всемирная ассоциация производителей стали, «Ассоциация „WorldSteel“») — международная ассоциация производителей железной и стальной продукции. Ассоциация объединяет более 170 производителей стали (включая 17 из 20 крупнейших металлургических компаний), национальные и региональные ассоциации сталелитейной промышленности и стали, научно-исследовательские институты. Члены ассоциации представляют около 85 % мирового производства стали.
Это некоммерческая организация со штаб-квартирой в Брюсселе, Бельгии и имеет второй офис в Пекине, Китай, целью которых является продвижение металлургии клиентам, промышленности, СМИ и широкой общественности.

## Членство
Компании должны производить не менее 2 млн тонн стали и работать как независимые коммерческие предприятия для того, чтобы иметь право на регулярное членство. Всемирная ассоциация стали публикует список ведущих металлургических компаний каждый год.

## Направления деятельности
Ключевые направления Всемирной Ассоциации стали включают в себя:
- Безопасность и здоровье. Всемирная ассоциация стали продвигает политику, которая обеспечивает нулевой вред любому сотруднику или подрядчику металлургической промышленности. Целью является достижение безаварийной работы всей отрасли[источник не указан 2548 дней].
- Изменение климата. Всемирная ассоциация стали разработала глобальный подход к борьбе с изменением климата. Всемирная Ассоциация стали имеет позиционный документ о сокращении со2 выбросов[3].
- Экономика. Ассоциация издает ежемесячный бюллетень статистики и два ежегодника: «Сталь. Статистический ежегодник» и «Мировая сталь в цифрах». Информация о будущих тенденциях, которая публикуется два раза в год, в виде короткого диапазона перспектив спроса на сталь[источник не указан 2548 дней].
- Устойчивость. Ассоциация и её компании-члены разработали политику по устойчивому развитию для измерения экономических, экологических и социальных показателей отрасли. Всемирная Ассоциация стали публикует отчет об устойчивом развитии ежегодно. Последнее издание было издано в октябре 2017 года и получила название «экологичная сталь: Политика и показатели 2017»[4].
- Автомобильный сектор. Всемирная программа Автоматический стальной стимулирует инновации и использование стали в автомобильном секторе.

## История
Всемирная ассоциация производителей стали была основана как Международный институт железа и стали (IІСІ) в Брюсселе 10 июля 1967 года. В 1968 году компании — члены ассоциации из 20 стран производили 56 % стали в мире. IІСІ открыл второй офис в Пекине, Китай, в апреле 2006 года. Организация изменила свое название на Всемирную Ассоциацию производителей стали в октябре 2008 года.

## Руководство
- Косеи Шиндо — глава[источник не указан 2548 дней].
- Бассон, Эдвин — генеральный директор[6].

### Российские председатели
12 октября 2012 года Генеральный директор Северстали Алексей Мордашов был избран председателем Совета директоров Всемирной ассоциации. Впервые за почти полувековую историю Worldsteel её возглавил руководитель российской компании. 9 октября 2013 года Алексей Мордашов по истечении года председательства в Совете передал место главы Совета директоров ассоциации Джун Янг Чунгу, генеральному директору и председателю Совета директоров корейской компании POSCO.